# Guy-Dominique Kennel
 (novembre 2017).
Guy-Dominique Kennel, né le 14 avril 1952 à Strasbourg et mort le 29 avril 2024 à Wissembourg, est un homme politique français, membre du parti Les Républicains. 
Il est président du Conseil général du Bas-Rhin de 2008 à 2015 et sénateur du Bas-Rhin d'octobre 2014 à octobre 2020.

## Biographie
Guy-Dominique Kennel soutient Bruno Le Maire pour la primaire présidentielle des Républicains de 2016. En septembre 2016, il est nommé avec plusieurs personnalités membre du comité politique de la campagne.

## Mandats et fonctions

### Mandat national
- 2014-2020 : sénateur du Bas-Rhin

### Mandats départementaux
- juin 2013 – décembre 2015 : président de l'Adira[5],[6]
- 2008-2015 : président du conseil général du Bas-Rhin
- 1992-2015 : conseiller général du Bas-Rhin (élu du canton de Wœrth).

### Mandats locaux
- 2008-2014 : conseiller municipal de Preuschdorf
- 1989-2008 : maire de Preuschdorf
- 1983-1989 : conseiller municipal de Preuschdorf

## Décoration
- Chevalier de la Légion d'honneur (2011)